# Easton (Teksas)
Easton – miasto w Stanach Zjednoczonych, w stanie Teksas, w hrabstwie Gregg.